# Chrisette Michele
Chrisette Michele Payne (* 8. Dezember 1982 in Central Islip, Long Island, New York) ist eine US-amerikanische R&B-Sängerin.

## Biografie
Chrisette Michele wuchs auf Long Island auf. Ihr Vater war Diakon der Kirche in Patchogue und spielte auch die Kirchenorgel, während ihre Mutter den Kirchenchor leitete. Sie selbst hatte in ihrer Kindheit Klavier- und Tanzunterricht. Mit 17 entdeckte sie den Jazzgesang für sich und belegte Gesang und Jazzdarbietung am Five Townes College.
Darüber hinaus begann sie mit Auftritten bei Veranstaltungen und in Clubs. Bei einem Auftritt in einem New Yorker Club wurde sie von India.Arie entdeckt und durfte daraufhin bei ihr und später auch bei Angie Stone bei deren Auftritten im Vorprogramm singen. Ebenso wurden Vertreter des Labels Def Jam auf sie aufmerksam und nahmen sie 2006 unter Vertrag.
Noch im selben Jahr war sie auf einer Nummer von Rapper Jay-Z vertreten, die es in die US-Singles Charts schaffte. Ihre eigene Karriere begann jedoch mit einer Enttäuschung, als der Song Irreplaceable, den sie zuvor abgelehnt hatte, von Beyoncé zu einem Nummer-eins-Hit gemacht wurde. Trotzdem wurde bereits Mitte 2007 ihr Debütalbum I Am veröffentlicht, das sie selbst geschrieben und in Zusammenarbeit mit namhaften Produzenten fertiggestellt hatte. Es legte einen ordentlichen Start hin und erreichte Platz 29 der Albumverkaufs- und Platz 5 der R&B-Charts. Für den Song If I Have My Way bekam sie 2008 ihre erste Grammy-Nominierung, für Be OK, das zusammen mit Will.i.am entstand, gewann sie im Jahr darauf in der Kategorie Beste Urban-/Alternative-Darbietung.
2009 hatte Chrisette Michele dann ihr zweites Album Epiphany fertiggestellt, bei dem sie diesmal unter anderem Unterstützung von Ne-Yo hatte. Diesmal stieg das Album bei Veröffentlichung sofort auf Platz 1 der US-Charts ein. Mit dem Titelsong kam sie auch erstmals in die Singles Charts.

## Diskografie
Alben
- 2007: I Am
- 2009: Epiphany
- 2010: Let Freedom Reign
- 2013: Better
- 2016: Milestone

Singles
- 2007: Be OK (feat. will.i.am)
- 2007: Best of Me
- 2007: If I Have My Way
- 2008: Love Is You
- 2009: Blame It on Me
- 2009: Epiphany (I’m Leaving)
- 2009: What You Do
- 2013: A Couple of Forevers (US: Gold)

Gastbeiträge
- 2006: Lost One (Jay-Z feat. Chrisette Michele)
- 2006: Can’t Forget About You (Nas feat. Chrisette Michele)
- 2008: Let Us Live (The Game feat. Chrisette Michele)
- 2010: Aston Martin Music (Rick Ross feat. Drake & Chrisette Michele, UK: Silber)